# Popovcy
I Popovcy (Russo: поповцы, traducibile con il termine "pretisti"), sono uno dei principali movimenti (insieme ai Bespopovcy) dei Vecchi Credenti, credo formatosi alla fine del XVII secolo in Russia.

## Storia
Poiché nessun vescovo ortodosso aveva aderito ai Vecchi Credenti, fatta eccezione per Pavel di Kolomna che tuttavia era stato giustiziato nel 1656, sorse il problema relativo all'ordinazione di nuovi preti. A fronte di tale dilemma il nuovo Credo si scinse in due branche: i clericali Vecchi Credenti (поповцы (Popovcy)) e i non clericali Vecchi Credenti (беспоповцы (Bespopovcy)). Al contrario di questi ultimi i Popovcy riconobbero il sacerdozio tra le loro file.
I Popovcy rappresentano l'ala più moderata dei Vecchi Credenti, coloro che sostengono la necessità di continuare la vita religiosa e parrocchiale nel medesimo modo in cui questa era posta in essere precedentemente alle riforme di Nikon. Essi riconobbero la validità dell'ordinazione sacerdotale nei confronti di coloro che, diventati preti nella Chiesa ortodossa russa, decidevano di unirsi al movimento. Nel 1846 convinsero Amvrosii Popovič (1791 - 1863), un vescovo greco-ortodosso deposto dai Turchi dal proprio soglio di Sarajevo, a convertirsi all'"Antica Fede" e di consacrare tre nuovi vescovi Vecchio Credenti. Nel 1859 i Vescovi Vecchio Credenti, che avevano raggiunto il numero di dieci, stabilirono un proprio episcopato che chiamarono gerarchia Belokrinickaja. Non tutti i Vecchi Credenti "pretisti" riconobbero tuttavia tale gerarchia. I dissidenti, noti come беглопоповцы (beglopopovcy) ottennero un proprio episcopato negli anni venti del XX secolo. Queste due chiese, pur condividendo lo stesso credo, ritengono illegittimi ed impostori l'una i vescovi dell'altra. I Popovcy hanno preti, vescovi e tutti i sacramenti della chiesa ortodossa, inclusa l'eucaristia.

## Centri Spirituali dei Popovcy
Tra il XVIII e il XIX secolo le comunità più grandi dei Popovcy erano presenti sull'Isola Vetka del fiume Sož, a Starodub, sulle sponde dell'Irgiz, nei monasteri dell'Oblast' di Nižnij Novgorod lungo il fiume Kerženets. Tuttavia, a causa delle persecuzioni subite, piccole comunità si trovano tuttora ai margini estremi della Russia e persino all'estero. All'inizio del XIX secolo loro centro spirituale era situato a Mosca nel cimitero Rogožskoje.

## Situazione attuale
I Popovcy si dichiararono ostili alla Rivoluzione d'ottobre del 1917. Per un certo periodo tuttavia il regime sovietico si mostrò tollerante nei loro confronti ma, dagli anni 30 del XX secolo, furono oggetto di una spietata repressione. La maggior parte delle loro chiese venne difatti confiscata o demolita. Durante l'epoca sovietica lo strato sociale che nel corso dei secoli aveva rappresentato la spina dorsale della popolazione dei Vecchi Credenti - contadini, cosacchi, artigiani, mercanti e imprenditori - andò incontro ad una drastica riduzione nel numero. Oggi le chiese dei Vecchi Credenti sono ufficialmente riconosciute dallo Stato.

## Edinovercy
All'inizio del XIX secolo, un gruppo di Popovcy, per lo più mercanti moscoviti soggetti alla legislazione discriminante che soffocava i loro commerci, dichiararono di riconoscere il Sinodo della Chiesa ortodossa russa a condizione di poter continuare a utilizzare i vecchi libri liturgici e riti. Sono conosciuti come Edinovercy e non sono generalmente più considerati Vecchi Credenti.